# 香港津貼中學議會
香港津貼中學議會是一個由香港津貼中學校長共同創立的組織，成立於1970年。現任主席是樂善堂余近卿中學校長劉振鴻。

## 歷任會長
- 唐余湘畹：創辦人，首屆會長及瑪利諾神父教會學校校長。
- 許俊炎：中華基督教會銘基書院校長
- 陳黃麗娟：聖保羅男女中學校長
- 儲富有：長沙灣天主教英文中學校長，前任(2004~2006學年)會長。
- 黃詩麗：東華三院甲寅年總理中學校長，前任(2006~2008學年)會長。
- 廖亞全：宣道會陳朱素華紀念中學校長，前任(2008~2012學年)會長。
- 林日豐：獅子會中學校長
- 潘淑嫻：基督教宣道會宣基中學校長
- 劉振鴻：樂善堂余近卿中學校長

## 外部連結
- 香港津貼中學議會網站 （页面存档备份，存于）